# 寿司历史

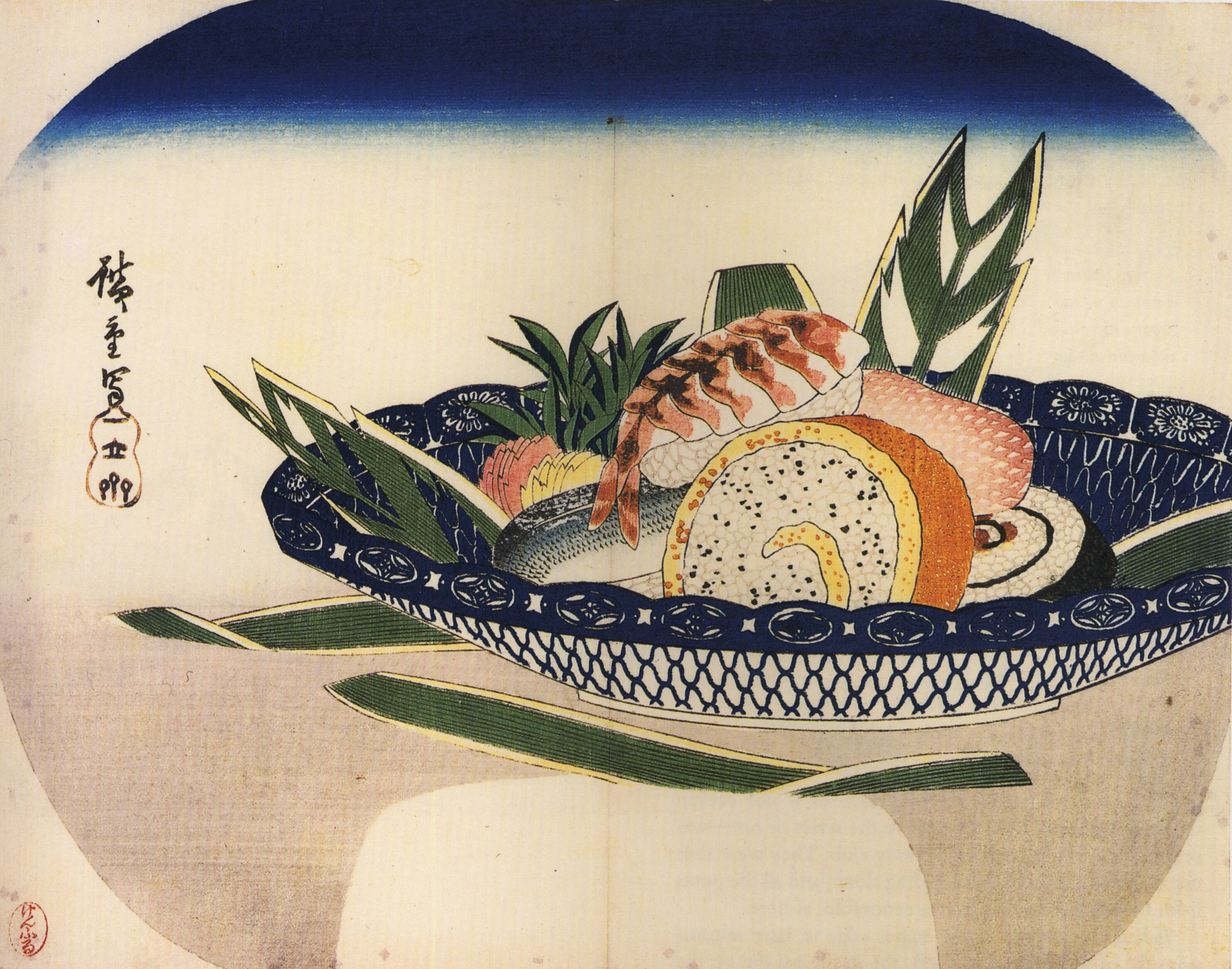
歌川廣重的寿司画作

寿司历史可追溯至2000年前日本开始發展水稻種植的时期。寿司的雏形出现于弥生时代，当时的人发明了将食用鱼加盐在米饭中发酵的做法，即今日的熟寿司，此时米饭为发酵所用材料，并不食用。:15,16到了室町时代，其中发酵过的米饭变得也可以食用。在江户时代，醋逐渐取代了发酵米饭的地位。而到了近现代，寿司则成为了一种与日本文化紧密相关的快餐食品。

## 早期歷史
寿司历史可追溯至2000年前日本开始发展水稻种植的时期。寿司的雏形出现于弥生时代，当时的人发明了将食用鱼加盐在米饭中发酵的做法，即今日的熟寿司，此时米饭为发酵所用材料，并不食用。如今为人们所知的寿司样式成型于大约8世纪。人们用传统方法让米饭在乳酸菌的作用下自然发酵，再将鱼腌制后包裹在其中。熟壽司就是将烤鱼保存在发酵的米饭中数月而制成的。在米饭中发酵可以防止鱼肉腐败变质。食用时，人们常常不食用米饭而只食用鱼肉。早期的寿司是日本人重要的蛋白质来源。
后来，日本人偏爱就着米饭吃鱼，这就形成了鱼饭寿司（／ namenare, namenari，意为“半发酵的”）。鱼饭寿司成为室町时代最主要的寿司样式，其由裹在米饭里的半生的鱼制成，人们趁变质前食用。这种食用方法不再具有保藏功能，而是形成了一道新的日本菜式。
在江户时代，早寿司（“快速制作的寿司”）的发明标志着第三种寿司的出现。早寿司由鱼、米饭、醋、蔬菜和干货堆叠在一起制成，一枚寿司中包含了主食和副食。早寿司是最早出现的米饭未经发酵的寿司。早寿司也是代表了日本文化的特色菜品，至今仍非常流行。日本各地流传着许多富有地方特色的早寿司变种。
在19世纪前期东京仍被称为江戶的时候，街上小贩们摆设的流动食物摊点开始流行。这时握寿司（／ nigiri sushi）出现了，它由握成长条状的米饭和置于其上的切片鱼肉组成。江户的華屋与兵衛可能是其发明者或完善者，他在1824年起，在他位于两国的店里售卖握寿司:141。1923年的關東大地震迫使制作握寿司的厨师从江户逃难到全国各地，这使得这道菜品在全国的人气有所提升。

## 日本寿司
关于日本寿司最早的记载是718年的《養老律令》中的，这确定了寿司实物税的地位。然而，其中的发音已不可考。到了第9、第10世纪，和都发“ sushi”的音。当时的寿司类似于今天的鱼饭寿司。
在接下来的800年间，直到19世纪初，寿司与日本料理一同发生着缓慢的演变。日本人开始习惯于一日三餐，习惯于煮饭而不是蒸饭。更重要的是发展了米醋。尽管寿司仍然需要酵制鱼和米饭，米醋的使用大大缩短了发酵时间。并且米饭也与鱼肉一同食用。在室町时代（1336-1573），笹寿司（／ oshisushi）在醋取代发酵工艺的过程中被发明。在安土桃山时代（1573-1603），鱼饭寿司被发明。一部1603年的日葡词典就有鱼饭寿司（namanrina sushi ）的条目。鱼饭寿司比熟寿司（／ narezushi）发酵时间短，也可能用醋腌制，但仍有熟寿司独特的气味。
熟寿司发酵时的气味闻起来像是“藍乾酪、鱼和米醋的混合物”，这可能是人们缩短并最终弃用发酵过程的原因之一。12世纪初今昔物語集中的一篇故事表明熟寿司虽然好吃，但是闻起来不太吸引人。在18世纪初，笹寿司在大阪完善，并在18世纪中期传入江戶。这些寿司仍然需要少许发酵时间，因此商店售卖寿司时便在店门前挂一张来告示告知顾客何时可以购买寿司。 寿司在花見期间的公园也有售卖，在剧院中还作为便當出售。腐皮寿司（／ inarizushi）和笹寿司通常一同出售。卷寿司（／ makizuahi）和散寿司（／ chirashizushi）在江户时期也开始流行起来。
江户有三家有名的寿司屋：松之鮨（／ Matsunozushi）、与兵卫寿司（／ Yoheizushi）和毛拔寿司（／ Kenukizushi），但实际上，在19世纪初的约二十载间成立的寿司屋就有数千家。握寿司在极短时间内冲击了寿司市场并以火速传遍江户。在1852年出版的书籍《守貞謾稿》中写道，江户的一个町就有一两家寿司屋，但每一个或两个町中才能找到一家荞麦面馆，这意味着寿司餐馆的数量大约是荞麦面馆的两倍。
这些早期的握寿司和今天的品种并不完全一样。当时鱼肉需经酱油、醋或大量的盐腌制，因此不需要蘸取酱油食用。有些鱼类在制作寿司前需要煮熟，这样做的一部分原因是在没有冰箱的情况下保鲜。每块寿司约有今天的两倍大。
现代冷藏技术的发明使得用生鱼制作的寿司变得触手可得。在20世纪后半叶，生制寿司在全世界范围内的名气大增。

### 鲫鱼寿司
鲫鱼寿司（／ Funazushi）是琵琶湖北岸滋贺县的長濱市特有的一种熟寿司。鲫鱼寿司的制作手艺在经营喜多品老铺的北村家族的十八代传承者中薪火相传。

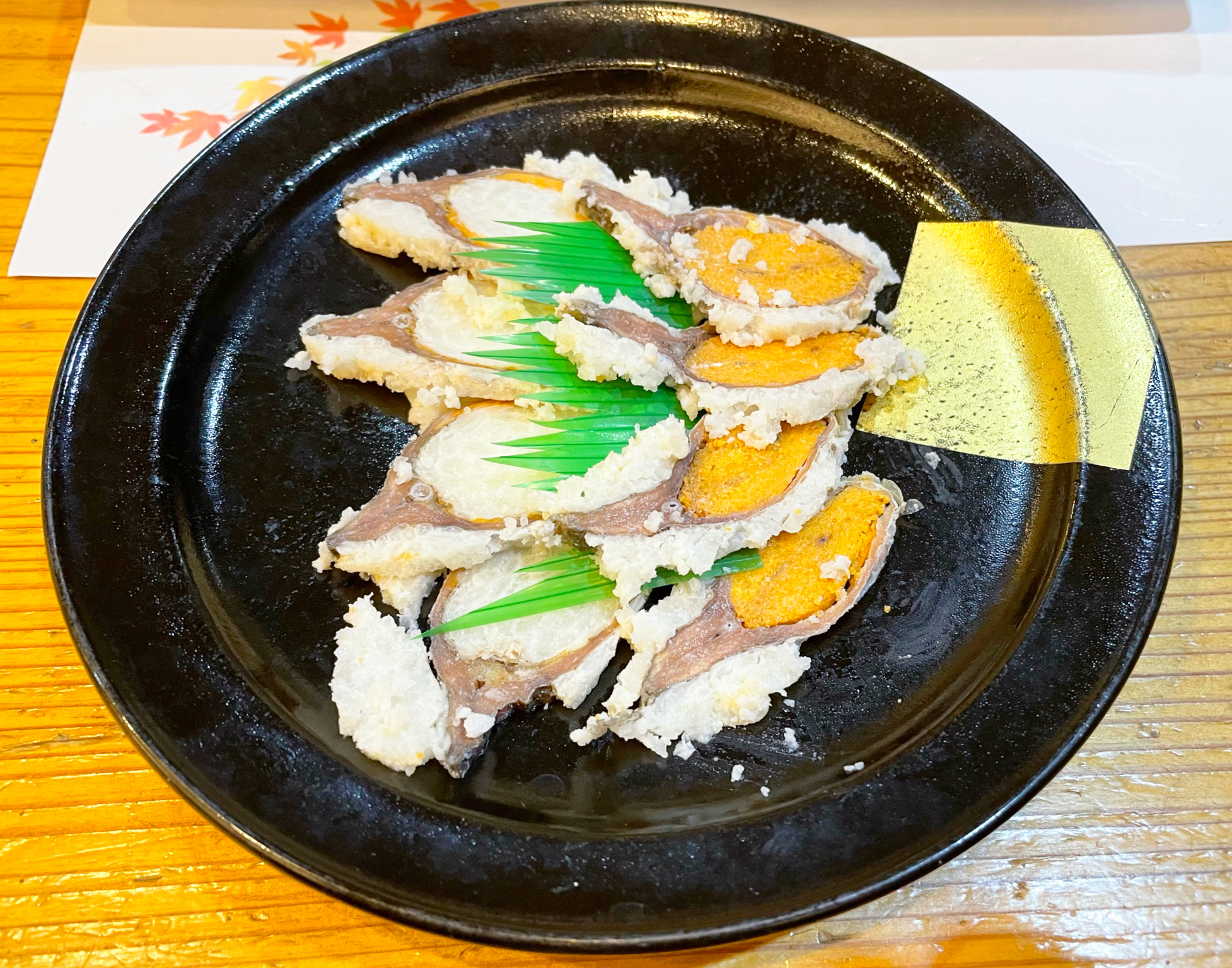
鲋寿司

地道的鲫鱼寿司是用一种当地的湖里特有的，叫做“似五郎鲫”（Carassius auratus grandoculis ）的野生金鱼制成的。实际上“鲫鱼寿司是用黑鲫制成的”这个说法具有误导性，因为真正的黑鲫（C. carassius ）不是琵琶湖里的土生品种，也早已灭绝，而制作所使用的是其他的鲫鱼品种，甚至还有欧洲的品种。